# Nancy Landon Kassebaum
Nancy Landon Kassebaum Baker (ur. 29 lipca 1932) – amerykańska polityk ze stanu Kansas.
Urodzona w stolicy stanu Topece była córką Alfa Landona, gubernatora Kansas w 1933–1937 i kandydata Partii Republikańskiej na urząd prezydenta Stanów Zjednoczonych w roku 1936. Nancy ukończyła studia na uniwersytecie Kansas w roku 1954, oraz na uniwersytecie Michigan w 1956.
W roku 1978 uzyskała nominację republikanów jako kandydatka na senatora Stanów Zjednoczonych, pokonując w prawyborach ośmiu rywali. W listopadowych wyborach zwyciężyła demokratycznego kongresmena Billa Roya. Wybierano ją ponownie w latach 1984 i 1990. W roku 1996 postanowiła już nie ubiegać się o reelekcję.
Była pierwszą kobietą wybraną do amerykańskiego Senatu, która przedtem nie zasiadała w Izbie Reprezentantów, ani nie została mianowana po śmierci swego męża-senatora.
Kassebaum Baker zaliczała się do liberalnego skrzydła swej, w większości konserwatywnej partii. Wspólnie z senatorem-demokratą Tedem Kennedym z Massachusetts zasłynęła walką o wprowadzenie ustawodawstwa w zakresie ubezpieczeń zdrowotnych.
W roku 1996 poślubiła byłego senatora z Tennessee i lidera większości republikańskiej w Senacie Howarda Bakera. Jej syn, Bill Kassebaum jest członkiem legislatury stanowej w Kansas.

## Odznaczenia
- Presidential Citizens Medal – 2025[1]